# Xirokastello
Xirokastello este un oraș în Grecia în prefectura Zakynthos.